# Competició Willem C. Vis
La Willem C. Vis Internacional Commercial Arbitration Moot o Vis Moot és una competició internacional de judici simulat. Des de la seva creació, l'any 1994, la competició s'ha celebrat anualment a Viena, Àustria atraient a més de 300 universitats o facultats de dret d'arreu del món. Aquesta és la competició més gran del món en l'àmbit de l'arbitratge comercial internacional, i és considerada una de les grand slam o moots principals. Actualment, també s'organitza la Willem C. Vis (Est) Moot. Aquesta segona competició, celebrada anualment a Hong Kong, és considerada la germana de l'edició de Viena. Va ser creada l'any 2003 i atreu el voltant 150 equips cada any, fent-la la segona competició de judici simulat en l'àmbit de l'arbitratge comercial internacional més important del món i és també considerada una de les grand slams. Les dues competicions utilitzen el mateix cas cada any.
L'objectiu d'ambdues Vis Moots és fomentar l'estudi en l'àmbit de l'arbitratge comercial internacional, i animar la resolució de disputes entre companyies a través de l'arbitratge. El judici simulat se centra cada any en un cas diferent i sempre està basat en una transacció de venda internacional sotmesa a la Convenció de Nacions Unides en Contractes per la Venda Internacional de Béns (CNUCVIB). El cas també compta amb problemes processals sobre la jurisdicció o poders d'un tribunal d'arbitratge. La competició consisteix en una part escrita on els concursants han d'entregar una memorada en representació del demandant i una altra en representació del demandat uns mesos abans de la part oral, tot i que els arguments escrits no compten en la fase oral.